# Gensis
Gensis je bilo rimsko utvrđenje - vicus, u Gornjoj Meziji, sada centralna Srbija, na planini Cer u blizini Lešnice.

## Pojtingerova tabla
Na Pojtingerovoj tabli-mapi lat. Tabula Peutingeriana Gensis se nalazi 30 rimskih milja južno od Sirmiuma na via Argentaria, rimskom putu koji ide blizu reke Drine i vodi prema planini Cer na 15 rimskih milja od Ad drinum tj. današnje Loznice

## Pozicija
Tačan položaj Gensis-a nije utvrđen, zato što se na pomenutoj planini Cer nalaze tri različita utvrđenja tj. ruševine koje mogu biti Gensis :Vidin Grad, Trojanov Grad i Kosanin Grad. 
S obzirom da nijedna od ove tri lokacije nije proučena, za sada nije moguće utvrditi tačan položaj Gensis-a.

## Literatura
- Massimiliano Pavan, "Dall'Adriatico al Danubio", Padova, 1991.
- Slobodan Dušanić, "Roman Mining in Illyricum - Historical Aspects"

## Spoljašnje veze
- Položaj planine Cer na Bing mapi